# Själv utan gränser
Själv utan gränser är en psalm med text skriven 1999 av Lars Hillås och musik skriven samma år av Roland Forsberg.

## Publicerad som
- Psalmer och Sånger 1987 som nummer 799 under rubriken "Kyrkan och nådemedlen - Kyrkan - församlingen".[1]